# Мигунов, Пётр Викторович
Пётр Ви́кторович Мигуно́в (род. 24 августа 1974, Ленинград, СССР) — российский певец (бас), солист Певческой капеллы Санкт-Петербурга, солист Большого театра, заслуженный артист России (2005), лауреат международных конкурсов.

## Биография
Родился в Ленинграде. Окончил Хоровое училище имени М. И. Глинки по специальности «дирижёр хора», после чего поступил на вокальное отделение Петербургской консерватории (класс заслуженного артиста России, профессора В. П. Лебедя). В 1999 году окончил консерваторию, в 2002 году — там же аспирантуру (у народного артиста СССР, профессора Н. П. Охотникова).

## Репертуар
На сцене Государственного театра оперы и балета Санкт-Петербургской Консерватории исполнил партии Мефистофеля («Фауст» Ш. Гуно), Короля Рене («Иоланта» П. Чайковского), Гремина («Евгений Онегин» П. Чайковского), Собакина («Царская невеста» Н. Римского-Корсакова), Алеко («Алеко» С. Рахманинова), Дона Бартоло («Свадьба Фигаро» В. А. Моцарта), Дона Базилио («Севильский цирюльник» Дж. Россини), Иниго («Испанский час» М. Равеля), Мендозы («Дуэнья» С. Прокофьева).
С 1993 года — солист Певческой капеллы Санкт-Петербурга, с которой исполнил сольные партии в Реквиеме Дж. Верди, Реквиеме В. А. Моцарта, Девятой симфонии Л. ван Бетховена, Мессе h-moll И. С. Баха, кантате «Колокола» С. Рахманинова, «Свадебке» И. Стравинского и др.

### Репертуар в Большом театре
В 2003 году Пётр Мигунов был приглашён в Большой театр России в Москве, где за последующие годы исполнил более 40 оперный партий, некоторые из них:
- Том («Бал-маскарад» Дж. Верди)
- Бертран («Иоланта» П. Чайковского)
- Коллен (Богема" Дж. Пуччини)
- Чезаре Анджелотти («Тоска» Дж. Пуччини)
- Варсонофьев («Хованщина» М. Мусоргского)
- Пистола («Фальстаф» Дж. Верди)
- Алекс Розенталь («Дети Розенталя» Л. Десятникова)
- Вокальное соло (балет «Леа» на музыку Л. Бернстайна в постановке А. Ратманского, вторая редакция)
- Привратник («Волшебная флейта» В. А. Моцарта)
- Рангони («Борис Годунов» М. Мусоргского)
- Князь Юрий Всеволодович («Сказание о невидимом граде Китеже и деве Февронии» Н. Римского-Корсакова)
- Доктор («Воццек» А. Берга)
- Дед Мороз («Снегурочка» Н. Римского-Корсакова)
- Кухарка («Любовь к трём апельсинам» С. Прокофьева)
- Тимур («Турандот» Дж. Пуччини)
- Фауст («Огненный ангел» С. Прокофьева)
- Лепорелло («Дон Жуан» В. А. Моцарта)
- Собакин («Царская невеста» Н. Римского-Корсакова)
- Зарастро («Волшебная флейта» В. А. Моцарта)
- Пимен («Борис Годунов» М. Мусоргского)

П. Мигунов регулярно выступает в Большом и Малом залах Петербургской филармонии, в Государственной академической Капелле Санкт-Петерубрга, участвует в фестивалях «Дворцы Санкт-Петербурга», «Санкт-Петербургская музыкальная весна», «Звёзды Белых ночей» и др.
Выступал в США, Голландии, Бельгии, Швейцарии, Германии, Франции, Испании, Португалии, Польше, Словении, Хорватии, Югославии, Греции, Южной Корее, Японии. В 2000 году дебютировал в нью-йоркских концертных залах Карнеги-холл и Линкольн-центр, а в 2003 г. — в Концертгебау (Амстердам).

## Награды
1997 г. — I премия V Международного конкурса молодых исполнителей (Токио), диплом V Международного конкурса молодых исполнителей (Краков).
1999 г. — специальная премия VII Международного конкурса имени В. А. Моцарта (Зальцбург), диплом Международного конкурса имени Дж. Верди (Буссето).
2001 г. — диплом и специальный приз II Международного конкурса молодых оперных певцов Елены Образцовой (Санкт-Петербург).
2004 г. — I премия Международного конкурса имени Г. В. Свиридова (Курск).
2005 г. — II премия и специальный приз XXI Международного конкурса имени М. И. Глинки (Челябинск).
2005 г. — звание «Заслуженный артист Российской Федерации».